# Juratzkaea argentinica
Juratzkaea argentinica là một loài rêu trong họ Stereophyllaceae. Loài này được W.R. Buck mô tả khoa học đầu tiên năm 1981.